# MISERY
「MISERY」（ミザリー）は、日本のアーティスト、hideのソロ5枚目となるシングル。

## 概要
- この曲のドラムは、hideとI.N.Aが作り上げた『生のように聴こえるドラム』の打ち込み。
- 後にGLAYがライブでカバーし、レコーディング音源はhideトリビュートアルバム『hide TRIBUTE SPIRITS』に収録、GLAY EXPOでのライヴバージョンは『HAPPINESS -WINTER MIX-』のカップリング曲として収録された。
- 2007年5月2日にマキシシングル化され、再発売された。
- ヴィジュアル系バンド、DaizyStripperが『hide memorial summit』にてバラードアレンジでカバーしている。DaizyStripperは『hide TRIBUTE II Visual SPIRITS』でもこの曲をバラードでカバーしている。
- ZEPPET STOREに感化され、この曲を再構築したものが「FLAME」として2枚目のアルバム『PSYENCE』に収録されている。
- 主にライブでは「レモンドロップ」が使われる。理由はチューニングが違うため。(6弦のみ半音下げ、それ以外は半音上げチューニングになっているため)

## 収録曲
1. MISERY
（作詞・作曲・編曲：hide）
  - CDショップで商品を選んでいたら、いきなり曲が閃き、急いで帰ってきて元ネタとなる歌を録った[3]。
  - 制作の発端は難病を患ったhideのファンである少女、貴志真由子との交流によって作られた、hideの曲の中でもとりわけポップなナンバー[3]。
  - X JAPANの曲作りの際にhide自身のソロ楽曲と並行する形で作られ、TOSHIが歌うことを想定した歌詞・キー・アレンジが施されたバージョンも制作されたが、スタッフの大多数から「hideのシングルにしましょう」と薦められ、それまで書いた歌詞を全て没にして、アレンジもやり直した[4]。
  - 「マイナス言葉を使って、ノーテンキな曲を作りたい」というのを総合的なコンセプトにし、「不幸」というタイトルとシンプルなコード進行から全く外れていないメロディで構成されている。当初hideは「このタイトルでいいのか」と悩んでいたが、家の近所で「レ・ミゼラブル（フランス語で『不幸』）」が公演されていたことに大きな運命を感じ、「このタイトルでいこう」と決めた[5]。
  - 花王の育毛剤サクセスのCMソングに起用されており、CM用の15秒・30秒の音源も制作された。またCMの冒頭または終わりの「サクセス！」という叫び声はhideの声である[3]。
  - PVは1995年夏にhideのオフィシャルカレンダーの素材撮影時にhide・I.N.Aがスーパーマーケット・ロサンゼルスの風力発電所にてホームビデオで撮り貯めていた映像素材を中心に構成され、新規の素材はリップシンクロの映像・メッセージボードを持つシーンのみ撮影された[3]。その後、編集作業はLEMONedに所属していたバンドtrees of Lifeに全ての素材を渡して、「質感はこの様に」と指示する以外はtrees of Lifeに一任した[6]。
2. LEMONed I Scream
（作詞・作曲・編曲：hide）
  - 当初は「1996年のヴェルヴェット・アンダーグラウンドの新曲」を目標にしていたが、hideは「目論見とは異なり、底抜けに明るいポップになってしまった」と振り返っている[7]。
  - サウンドのテーマは「hideが感じたLEMONedのイメージ」を曲にするようにしている[5]。
  - 「みんなは嫌いかもしれないけど、俺は好きだよ」というテーマの英詞が書かれている[5]。

## 収録アルバム
- PSYENCE (#1,2) ※2曲ともアルバムバージョン
- hide BEST 〜PSYCHOMMUNITY〜 (#1,2)
- hide SINGLES 〜Junk Story〜 (#1)
- hide PERFECT SINGLE BOX (#1, 2)
- We Love hide 〜The Best in The World〜 (#1,2)
- “Musical Number” 〜ROCKミュージカル ピンクスパイダー〜 (#1) ※『PSYENCE』のバージョンで収録。
- 子 ギャル (#1)

## 参考
1. ↑  一般社団法人日本レコード協会
2. ↑  “MISERY”.   Oricon. 2014年11月28日閲覧。
3. 1 2 3 4  ヤマハミュージックエンタテインメントホールディングス刊「君のいない世界 hideと過ごした2486日間の軌跡」I.N.A著 161P,186P,190P-191Pより。
4. ↑  ソニー・マガジンズ刊『WHAT's IN?』1996年8月号「hide PSYENCE（サイエンス）と戯れる音楽」177Pより。
5. 1 2 3  角川書店刊「CDでーた」1996年7月5日号「LOOK UP hide 久々のソロシングルは名古屋的発想の作品…!?」p.45より。
6. ↑  株式会社ミュージック・マガジン刊「ミュージック・マガジン」1996年10月号「hide 僕がメイクするのは、ウォー・ペインティングみたいなもの X JAPANもソロもレーベルも…貪欲に活動するHIDEに聞く」p.90より。
7. ↑  ソニー・マガジンズ刊『WHAT's IN?』1996年9月号「hide 加速するPSYENCE（サイエンス）」112P-113Pより。